# Нолан Бушнел
Нолан Бушнел (на английски: Nolan Bushnell), роден на 5 февруари 1943 г. в Клиърфийлд, Юта, САЩ е американски инженер и предприемач. Основава над 20 фирми, от които най-известни Атари (на английски: Atari, Inc.) и веригата семейни ресторанти с развлекателни центрове Chuck E. Cheese' Pizza Time Theatre (на английски: Chuck E. Cheese). Представен е в Залата на славата за компютърни игри и Залата на славата за битовата електроника, получава награда „Почетно членство“ на Британската академия за филмово и телевизионно изкуство (BAFTA Fellowship). През 1997 г. Computer Gaming World поставя Нолан Бушнел на пето място в списъка на най-влиятелните хора в индустрията на игрите.

## Биография
Нолан Бушнел е роден в мормонско семейство, но не счита себе си религиозен. През 1968 г. следва електротехника в унивеситета на Юта и Станфордски университет. Там се запознава за първи път с компютрите.
След като продава фирмата Atari за 28 милиона долара на Time Warner, закупува къщата на кафеения магнат Folger в Удсайд, Калифорния и живее там със съпругата си Нанси и осемте си деца. Най-голямата му дъщеря Алиса работи при него във фирмата uWink.

## Brainrush
Една от последните фирми, създадени от Бушнел, на която той е основател, шеф и управляващ е Brainrush, която използва технологията на видеоигрите, за да създава учебни пособия. Създадена е през 2012 г. чрез фонд за рисков капитал. Тя са основава на идеята, че учебният план може да бъде подпомаган от миниигри. Може да се вземе една произволна единица на обучение на език, изкуство, география, таблицата за умножение, химия или биология и да се преобразува в игра. Brainrush нарича тази технология „адаптивна практика“. Обучението, практиката и изпробването трябва да става едновремено и да се извършва в самата игра. Оценките трябва да се извършват автоматично и да могат да се повтарят. Между 2010 и 2-12 Бушнел тества тази концепция за езиково обучение по испански с 2,200 учители и 80,000 ученици и по някои данни постига до десеткратно по-високи резултати.